# Cabanot de Fenoi
El Cabanot de Fenoi era una cabana del terme municipal de Conca de Dalt, dins de l'antic terme d'Hortoneda de la Conca, pertanyent al poble d'Hortoneda.
Està situada a llevant d'Hortoneda, al nord de Segan i del Montpedrós i al sud-est del Coll de la Creu, a l'esquerra de la llau de Perauba.